# Coupe d'Asie de hockey sur glace
La Coupe d'Asie de hockey sur glace est une ancienne compétition internationale de hockey sur glace organisée par la Fédération internationale de hockey sur glace.

## Palmarès
| Année | Médaille d'or | Médaille d'argent | Médaille de bronze | Site                |
| ----- | ------------- | ----------------- | ------------------ | ------------------- |
| 1992  | Japon         | Chine             | Corée du Nord      | Obihiro, Japon      |
| 1993  | Japon         | Corée du Nord     | Corée du Sud       | Sapporo, Japon      |
| 1995  | Kazakhstan    | Japon             | Chine              | Séoul, Corée du Sud |